# Down on the Street
Down on the Street è una canzone del gruppo proto-punk americano degli Stooges; è il brano di apertura del loro secondo album Fun House, nonché unico singolo estratto dal disco. Il pezzo fu inserito anche nella raccolta A Million in Prizes: The Anthology, compilation contenente i brani migliori di Iggy Pop.
La specifica scelta di Down on the Street come brano d'apertura venne decisa dall'etichetta del gruppo, l'Elektra Records (gli Stooges avevano scelto la canzone Loose). Down on the Street utilizza sonorità blues rock simili a quelle utilizzate dai Rolling Stones, mentre in un'altra versione del pezzo è presente anche un organo, suonato da Don Gallucci, simile a quello utilizzato da Ray Manzarek dei Doors; questa versione è la stessa utilizzata nel singolo, ristampato nel 2005 assieme alla sua "B-side" (il brano 1970) e all'album. Il box set 1970: The Complete Fun House Sessions include ben 18 prove della canzone.
Il gruppo rap metal dei Rage Against the Machine registrarono una cover per il loro ultimo album Renegades, del 2000. Jayne County realizzò una cover per il disco We Will Fall: The Iggy Pop Tribute.
Il brano appare nella colonna sonora del film Coffee and Cigarettes, diretto da Jim Jarmusch. Nel film appare anche Iggy Pop.

## Tracce
1. Down on the Street
2. I Feel Alright [1970]